# Horisme nebulata
Horisme nebulata är en fjärilsart som beskrevs av Louis Beethoven Prout 1941. Horisme nebulata ingår i släktet Horisme och familjen mätare. Inga underarter finns listade i Catalogue of Life.